# لارن، ایرلند شمالی
لارن (به انگلیسی: Larne) یک منطقهٔ مسکونی در بریتانیا است که در شهرستان انتریم  واقع شده‌است. لارن ۳۲٬۱۸۰ نفر جمعیت دارد.